# Väster-Mörtsjön
Väster-Mörtsjön är en sjö i Bräcke kommun och Ragunda kommun i Jämtland och ingår i Indalsälvens huvudavrinningsområde. Sjön har en area på 0,445 kvadratkilometer och ligger 337,4 meter över havet.

## Delavrinningsområde
Väster-Mörtsjön ingår i det delavrinningsområde (697901-153002) som SMHI kallar för Utloppet av Väster-Mörtsjön. Medelhöjden är 361 meter över havet och ytan är 4,14 kvadratkilometer. Det finns inga avrinningsområden uppströms utan avrinningsområdet är högsta punkten. Vattendraget som avvattnar avrinningsområdet har biflödesordning 3, vilket innebär att vattnet flödar genom totalt 3 vattendrag innan det når havet efter 88 kilometer. Avrinningsområdet består mestadels av skog (78 procent). Avrinningsområdet har 0,44 kvadratkilometer vattenytor vilket ger det en sjöprocent på 10,7 procent.